# Afyon Belediye Yüntaş Gençlik ve Spor Kulübü 2017-2018
Questa voce raccoglie le informazioni riguardanti l'Afyon Belediye Yüntaş Gençlik ve Spor Kulübü nelle competizioni ufficiali della stagione 2017-2018.

## Organigramma societario
Area direttiva
- Presidente: Abdullah Aydogan

Area tecnica
- Allenatore: Siniša Reljić
- Allenatore in seconda: Ömer Pınar
- Scoutman: Onur Coşkun

## Rosa
| N° | Nome                | Ruolo | Data di nascita  | Nazionalità sportiva |
| -- | ------------------- | ----- | ---------------- | -------------------- |
| 1  | Fatih Cihan         | C     | 16 dicembre 1991 | Turchia              |
| 3  | Doğuhan Yapıcı      | L     | 9 ottobre 1993   | Turchia              |
| 5  | Nazım Özbek         | S     | 4 giugno 1993    | Turchia              |
| 6  | Burak Köse          | P     | 5 luglio 1994    | Turchia              |
| 7  | Beytullah Hatipoğlu | L     | 24 febbraio 1992 | Turchia              |
| 9  | Mehmet Hacıoğlu     | S     | 29 maggio 1995   | Turchia              |
| 10 | Caner Çiçekoğlu     | P     | 11 maggio 1985   | Turchia              |
| 11 | Kemal Elgaz         | S     | 1º gennaio 1986  | Turchia              |
| 12 | Cüneyt Dağcı        | C     | 13 febbraio 1985 | Turchia              |
| 13 | Oğuzhan Tarakçı     | O     | 23 aprile 1993   | Turchia              |
| 14 | Olli-Pekka Ojansivu | O     | 31 dicembre 1987 | Finlandia            |
| 15 | Andreas Fragkos     | S     | 21 dicembre 1989 | Grecia               |
| 15 | Armin Mustedanović  | S     | 26 aprile 1986   | Bosnia ed Erzegovina |
| 16 | Dmitrii Bahov       | S     | 23 ottobre 1990  | Moldavia             |
| 17 | Murat Palavar       | C     | 17 maggio 1985   | Turchia              |
| 18 | Burak Hascan        | C     | 1º giugno 1978   | Turchia              |

## Statistiche

### Statistiche di squadra
| Competizione     | Punti | In casa | In casa | In casa | In trasferta | In trasferta | In trasferta | Totale | Totale | Totale |
| Competizione     | Punti | G       | V       | P       | G            | V            | P            | G      | V      | P      |
| ---------------- | ----- | ------- | ------- | ------- | ------------ | ------------ | ------------ | ------ | ------ | ------ |
| Efeler Ligi      | 32,3  | 14      | 9       | 5       | 15           | 3            | 12           | 29     | 12     | 17     |
| Coppa di Turchia | -     | 1       | 0       | 1       | 1            | 0            | 1            | 2      | 0      | 2      |
| Totale           | -     | 15      | 9       | 6       | 16           | 3            | 13           | 31     | 12     | 19     |

G = partite giocate; V = partite vinte; P = partite perse

### Statistiche dei giocatori
| Giocatore       | Efeler Ligi | Efeler Ligi | Efeler Ligi | Efeler Ligi | Efeler Ligi | Coppa di Turchia | Coppa di Turchia | Coppa di Turchia | Coppa di Turchia | Coppa di Turchia | Totale | Totale | Totale | Totale | Totale |
| Giocatore       | P           | PT          | AV          | MV          | BV          | P                | PT               | AV               | MV               | BV               | P      | PT     | AV     | MV     | BV     |
| --------------- | ----------- | ----------- | ----------- | ----------- | ----------- | ---------------- | ---------------- | ---------------- | ---------------- | ---------------- | ------ | ------ | ------ | ------ | ------ |
| D. Bahov        | 28          | 292         | 227         | 23          | 42          | 2                | 22               | 19               | 2                | 1                | 30     | 314    | 246    | 25     | 43     |
| C. Çiçekoğlu    | 28          | 75          | 32          | 17          | 26          | 2                | 9                | 5                | 1                | 3                | 30     | 84     | 37     | 18     | 29     |
| F. Cihan        | 28          | 97          | 70          | 20          | 7           | 2                | 11               | 3                | 8                | 0                | 30     | 108    | 73     | 28     | 7      |
| C. Dağcı        | 23          | 114         | 68          | 39          | 7           | 1                | 0                | 0                | 0                | 0                | 24     | 114    | 68     | 39     | 7      |
| K. Elgaz        | 10          | 57          | 46          | 7           | 4           | -                | -                | -                | -                | -                | 10     | 57     | 46     | 7      | 4      |
| A. Fragkos      | 3           | 27          | 25          | 1           | 1           | -                | -                | -                | -                | -                | 3      | 27     | 25     | 1      | 1      |
| M. Hacıoğlu     | 10          | 25          | 21          | 3           | 1           | 2                | 1                | 1                | 0                | 0                | 12     | 26     | 22     | 3      | 1      |
| B. Hascan       | 18          | 96          | 70          | 23          | 3           | 2                | 15               | 13               | 2                | 0                | 20     | 111    | 83     | 25     | 3      |
| B. Hatipoğlu    | 29          | 0           | 0           | 0           | 0           | 2                | 0                | 0                | 0                | 0                | 31     | 0      | 0      | 0      | 0      |
| B. Köse         | 25          | 9           | 3           | 4           | 2           | 2                | 0                | 0                | 0                | 0                | 27     | 9      | 3      | 4      | 2      |
| A. Mustedanović | 20          | 211         | 160         | 31          | 20          | 2                | 17               | 14               | 2                | 1                | 22     | 228    | 174    | 33     | 21     |
| O.P. Ojansivu   | 25          | 351         | 283         | 30          | 38          | 2                | 39               | 31               | 3                | 5                | 27     | 390    | 314    | 33     | 43     |
| N. Özbek        | 12          | 27          | 24          | 1           | 2           | 0                | 0                | 0                | 0                | 0                | 12     | 27     | 24     | 1      | 2      |
| M. Palavar      | 0           | 0           | 0           | 0           | 0           | -                | -                | -                | -                | -                | 0      | 0      | 0      | 0      | 0      |
| O. Tarakçı      | 28          | 72          | 53          | 11          | 8           | 1                | 0                | 0                | 0                | 0                | 29     | 72     | 53     | 11     | 8      |
| D. Yapıcı       | 22          | 0           | 0           | 0           | 0           | 0                | 0                | 0                | 0                | 0                | 22     | 0      | 0      | 0      | 0      |

P = presenze; PT = punti totali; AV = attacchi vincenti; MV = muri vincenti; BV = battute vincenti